# Éditions Érès
Pour l’article homonyme, voir Eres, marque de maillots de bain.
Les Éditions Érès sont une maison d'édition spécialisée dans les sciences humaines, créée en 1980 par Georges Hahn et Jean Sacrispeyre,.
Ses ouvrages s'adressent essentiellement à un public de professionnels de la psychiatrie ou de la psychanalyse, de juristes ou encore de travailleurs sociaux,.
La ligne éditoriale porte sur les thèmes suivants : 
- Droit et criminologie
- Éducation, Formation
- Enfance & parentalité[5]
- Gérontologie
- Psychanalyse
- Santé mentale
- Société